# Clermontia peleana
Clermontia peleana är en klockväxtart som beskrevs av Joseph Rock. Clermontia peleana ingår i släktet Clermontia, och familjen klockväxter.

## Underarter
Arten delas in i följande underarter:
- C. p. peleana
- C. p. singuliflora